# 格洛丹战役
1998年，在科索沃战争期间，科索沃阿族武装组织科索沃解放军与南斯拉夫军队和塞尔维亚警察部队在格洛丹村发生了格洛丹战役。这些冲突是南斯拉夫军队和塞尔维亚警察[a]为对付科索沃阿族村庄中日益活跃的科索沃解放军而发动的一系列军事进攻。

## 背景
在科索沃，科索沃解放军部队增强了力量，并倾向于控制远离主要道路的村庄，而南斯拉夫军队则驻扎在拉多尼克湖周围的山上。1998年整个夏天，南斯拉夫军队每天都炮击拉多尼克湖周围的阿尔巴尼亚族的村庄。

## 冲突
据当时在现场的BBC记者杰里米·库克报道，南斯拉夫军队在1998年8月10日至11日首次突破科索沃解放军防线，进入格洛丹。他报告说，塞尔维亚人“知道他们占了上风”，用“炮弹和机关枪”使格洛丹村屈服。库克报道说，为了防止叛乱分子重新进入村庄，房屋遭到炮轰，牲畜遭到屠杀。塞尔维亚准军事警察参与了行动。
涉及格洛丹的下一次军事进攻发生在9月初。科索沃解放军部队重新集结，在9月，南斯拉夫军队穿过湖周围的村庄，以便攻击和驱逐科索沃解放军，一名英国军官约翰·克罗斯兰上校亲眼目睹了这些部队所造成的破坏。他指出，他亲自目睹南斯拉夫部队抢劫和焚烧房屋，普里列普村被夷为平地。他说，南斯拉夫部队、塞尔维亚警察部队和准军事警察部队都参与了进攻。
在行动中，科索沃解放军成员伊德里兹·加希谋杀了一名被怀疑与南斯拉夫警方合作的平民。1998年9月，该平民尸体混入其他尸体，一同被扔进拉多尼克湖中。2010年，科索沃最高法院认定加希有罪，判处他14年监禁。